# Igreja Reformada Maranata de Cristo
A Igreja Reformada Maranata de Cristo (IRMC) - em inglês Maranatha Reformed Church of Christ, abreviado como MRCC - é uma denominação cristã reformada fundada em 1923, na África do Sul, por ex-membros da Igreja Livre da Escócia, devido a disputas relacionadas à administração dos sacramentos.

## História
Em 1923, a congregação da Igreja Livre da Escócia de Cuazulo-Natal permitiu que missionários não ordenados administrassem os sacramentos. Isso gerou revolta entre os membros, de forma que 400 pessoas se separaram da denominação e constituíram a Igreja Missionária Reformada Zulu, que cresceu entre os zulu. A partir da plantação de igrejas e adesão de outras, a denominação se espalhou por várias partes do país. Sendo assim, a denominação mudou de nome para Igreja Reformada Bantu.
Em 1977, a primeira assembleia geral da denominação foi organizada e seu nome foi modificado para Igreja Reformada na África Austral (em africâner Hervormde Kerk in Suidelike Africa). Em 2006, a denominação mudou novamente de nome para Igreja Reformada Maranata de Cristo (inglês Maranatha Reformed Church of Christ).
Por ser uma igreja de membros predominantemente negros, nunca se uniu com outras denominações reformadas de maioria branca, mas trabalhou de forma próxima com a Igreja Reformada Holandesa da África (NHKA) desde a sua fundação.

## Doutrina
A denominação subscreve o Catecismo de Heidelberg e Cânones de Dort como seus símbolos de fé. Além disso, reconhece o Credo Niceno-Constantinopolitano, Credo dos Apóstolos e Credo de Atanásio como exposições fiéis das doutrinas bíblicas.

## Relações Inter-eclesiásticas
A IRMC é membro da Comunhão Mundial das Igrejas Reformadas. Além disso, possui relacionamento próximo com a Igreja Reformada Holandesa da África (NHKA) e com a Igreja Reformada Unificada na África Austral.